# Ravi Šankar
Ravi Šankar (rođen kao Robindro Shaunkor Chowdhury 7. aprila 1920 — 11. decembra 2012), često navođen i sa titulom Pandit, bio je indijski muzičar i kompozitor koji koristi žičani instrument poznat kao sitar. Smatra se jednim od najpoznatijih indijskih muzičara 20. veka.
Shankar se rodio u bengalskoj brahminskoj porodici u Varanasi u Indiji, i rane godine proveo putujući po Evropi i Indiji kao član plesne grupe svog brata Udaja Šankara. Od plesanja je 1938. odustao kako bi počeo da uči sviranje sitare kod dvorskog muzičara Alaudina Kana. Nakon što je završio studije 1944. godine, Šankar je počeo da radi kao kompozitor. Komponirao je muziku za filmsku Apu trilogiju znamenitog režisera Satjađita Raja, te je bio muzički direktor Sveindijskog radija u Nju Delhiju od 1949. do 1956.
Godine 1956. je počeo odlaziti na turneje po Evropi i Americi, gdje je svirao indijsku klasičnu muziku, a 1960-ih ju je značajno popularisao u ostatku sveta, zahvaljujući saradnjom sa violinistom Jehudijem Menuhinom i rok muzičarom Džoržom Harisonom iz benda Bitlsi. Šankar je počeo da piše koncerte za sitar i zapadni orkestar te nastavio na turnejama 1970-ih i 1980-ih. Od 1986. do 1992. je služio kao imenovani član gornjeg doma Indijskog parlamenta. Šankar je godine 1999. za svoje zasluge dobio najviše indijsko odlikovanje Barat Ratna; takođe je osvojio i tri nagrade Grami. 2000-ih je nastavio da nastupa, često zajedno sa svojom kćeri Anouškom.

## Detinjstvo i mladost
Šankar je rođen 7. aprila 1920. godine u Benaresu, koji je tada bio prestonica istoimene kneževske države, u bengalskoj familiji, kao najmlađi od sedmoro braće. Njegov otac, Šjam Šankar Čovduri, je bio barister Srednjeg hrama i učenjak iz Istočnog Bengala (sad Bangladeša). Kao poštovani državnik, pravnik i političar, on je nekoliko godina služio kao devan (premijer) Žalavara, Radžastan, i koristio je sanskritsko spelovanje porodičnog imena bez njegovog zadnjeg dela. Šjam je bio oženje sa Hemangini Devi koja je poticala iz malog sela sa imenom Nasratpur u Mardah bloku Gazipurskog distrikta, u blizini Benaresa, a njegov otac je bio prosperitetni stanodavac. Šjam je kasnije radio kao advokat u Londonu, Engleska, i tamo se oženo po drugi put dok je Devi uzgajala Šankara u Benaresu. On nije sreo svog sina do njegove osme godine. Šankar je skratio sanskritsku verziju svog imena, Ravindra, na Ravi, sa značenjem „sunce”. Šankar je imao mnoštvo srodnika, neki od kojih su: Udaja (koji je postao poznati koreograf i plesač), Ražendra, Debendra i Bupendra. Šankar je pohađao srednju školu Bengalitola u Benaresu između 1927 i 1928.
Sa 10 godina, nakon što je prvu deceniju proveo u Benaresu, Šankar je otišao u Pariz sa plesnom grupom svog brata, koreografa Udaja Šankara. Sa 13 godina postao je član grupe, pratio njene članove na turnejama i naučio da igra i svira razne indijske instrumente. Udajeva plesna grupa je putovala po Evropi i Sjedinjenim Državama početkom i sredinom 1930-ih, a Šankar je naučio francuski, otkrio zapadnu klasičnu muziku, džez, bioskop i upoznao se sa zapadnjačkim običajima.. Šankar je čuo Alaudina Kana – glavnog muzičara na dvoru kneževske države Maјhar – kako svira na muzičkoj konferenciji u decembru 1934. u Kalkuti, i Udaj je 1935. ubedio Maharadžu iz Maјhara H.H Maharadžu Bridžnot sing Džudeva da dozvoli Kanu da postane član njegove grupe solista za turneju po Evropi. Kan je sporadično obučavao Šankara na turnejama, i Kan je ponudio Šankaru obuku da postane ozbiljan muzičar pod uslovom da napusti turneju i dođe u Majhar.

## Karijera

### Obuka i rad u Indiji
Šankarovi roditelji su preminuli do njegovog povratka sa turneje po Evropi, a turneja po Zapadu postala je teška zbog političkih sukoba koji su doveli do Drugog svetskog rata. Šankar je napustio svoju plesnu karijeru 1938. da bi otišao u Majhar i studirao indijsku klasičnu muziku kao Kanov učenik, živeći sa njegovom porodicom u tradicionalnom sistemu gurukul. Kan je bio strog učitelj i Šankar je imao obuku o sitaru i surbaharu, naučio je rage i muzičke stilove drupad, damar, i kjal, i podučavao se tehnikama instrumenata radra vina, rubab i sursingar. Često je učio sa Kanovom decom Ali Akbar Kanom i Anapurna Devi. Šankar je počeo javno da nastupa na sitaru u decembru 1939. godine, a njegov debitantski nastup bio je jugalbandi (duet) sa Ali Akbar Kanom, koji je svirao gudački instrument sarod.
Šankar je završio obuku 1944. godine. Preselio se u Mumbaj i pridružio se Indijskom narodnom pozorišnom udruženju, za koje je komponovao muziku za balete 1945. i 1946. godine. Šankar je prekomponovao muziku za popularnu pesmu „Sare Jahan Se Achcha“ kad mu je bilo 25 godina. Počeo je da snima muziku za HMV Indija i radio je kao muzički direktor za Sveindijskog radija (AIR), Nju Delhi, od februara 1949. do januara 1956. godine. Šankar je osnovao Indijski nacionalni orkestar u AIR-u i komponovao za njega; u svojim kompozicijama kombinovao je zapadnu i klasičnu indijsku instrumentaciju. Počevši od sredine 1950-ih komponovao je muziku za Apu trilogiju Satjadžita Reja, koja je postala međunarodno priznata. Bio je muzički direktor nekoliko hindu filmova, uključujući Godaan i Anuradha.

## Bibliografija
- Shankar, Ravi (1968). My Music, My Life. Simon & Schuster. ISBN 978-0-671-20113-5.
- Shankar, Ravi (1979). Learning Indian Music: A Systematic Approach. Onomatopoeia. OCLC 21376688.
- Shankar, Ravi (1997). Raga Mala: The Autobiography of Ravi Shankar. Genesis Publications. ISBN 978-0-904351-46-0.

## Literatura
- The 100 Most Influential Musicians of All Time. Britannica Educational Publishing. стр. 224. Приступљено 1. 10. 2009.
- „Shankar, Ravi”. Brockhaus Enzyklopädie (на језику: German). 20 (19th изд.). Mannheim: F. A. Brockhaus GmbH. 1993. ISBN 978-3-7653-1120-8.
- Ghosh, Dibyendu (decembar 1983). „A Humble Homage to the Superb”.  Ур.: Ghosh, Dibyendu. The Great Shankars. Kolkata: Agee Prakashani. стр. 7. OCLC 15483971.
- Ghosh, Dibyendu (decembar 1983). „Ravishankar”.  Ур.: Ghosh, Dibyendu. The Great Shankars. Kolkata: Agee Prakashani. стр. 55. OCLC 15483971.
- Lavezzoli, Peter (2006). The Dawn of Indian Music in the West. Continuum International Publishing Group. ISBN 978-0-8264-1815-9.
- Massey, Reginald (1996). The Music of India. Abhinav Publications. ISBN 978-81-7017-332-8.
- Menon, Narayana (1995) [1980]. „Shankar, Ravi”.  Ур.: Sadie, Stanley. The New Grove Dictionary of Music and Musicians. 17 (1st изд.). London: Macmillan Publishers. ISBN 978-1-56159-174-9.
- Neuhoff, Hans (2006). „Shankar, Ravi”.  Ур.: Finscher, Ludwig. Die Musik in Geschichte und Gegenwart: allgemeine Enzyklopädie der Musik (на језику: German). 15 (2nd изд.). Bärenreiter. ISBN 978-3-7618-1122-1.
- Schaffner, Nicholas (1980). The Boys from Liverpool: John, Paul, George, Ringo. Taylor and Francis. ISBN 978-0-416-30661-3.
- Sharma, Vishwamitra (2007). Famous Indians of the 20th Century. Pustak Mahal. ISBN 978-81-223-0829-7.
- Slawek, Stephen (2001). „Shankar, Ravi”.  Ур.: Sadie, Stanley. The New Grove Dictionary of Music and Musicians. 23 (2nd изд.). London: Macmillan Publishers. ISBN 978-0-333-60800-5.
- „East Meets West Music & Ravi Shankar Foundation”. East Meets West Music, Inc. Ravi Shankar Foundation. 2010. Архивирано из оригинала 20. 11. 2012. г. Приступљено 12. 12. 2012.

## Spoljašnje veze
- „Ravi Shankar”. Official website.
- „East Meets West Music”. Ravi Shankar Foundation.
- Ravi Shankar на веб-сајту  (језик: енглески)
- Ravi Shankar на веб-сајту  (језик: енглески)
- Interview with Ravi Shankar NAMM Oral History Library (2009)
- Raga (2010 Remaster) at East Meets West Music Архивирано на веб-сајту  (26. октобар 2016)